# Tamias amoenus
La ardilla de pino amarillo (Tamias amoenus) es una especie de mamífero roedor esciuromorfo de la familia Sciuridae. Se puede encontrar en Canadá y Estados Unidos.

## Área de distribución
El área de distribución de las ardillas de pino amarillo abarca desde el noroeste de los Estados Unidos hasta el sudoeste de Canadá. Se pueden encontrar en la mayor parte del territorio de los estados de Idaho, Washington y Oregón (excluyendo las zonas costeras), además de la parte norte de Nevada y Utah y de la región occidental de Wyoming y Montana, así como en áreas montañosas de California. En Canadá, estas ardillas ocupan las regiones montañosas del sudoeste de la provincia de Alberta y la mayor parte del sur de Columbia Británica.

## Descripción
Su pelaje posee tonalidades brillantes, desde un color rojizo hasta uno canela, sobre el que se dibujan cinco franjas (normalmente negras) de idéntica anchura y separación. Las tres rayas centrales se extienden hasta la cola, mientras que las dos laterales llegan hasta la mitad del tronco. Son pequeñas en comparación con otros miembros del género Tamias, con un peso que varía entre 30 y 70 g (las hembras suelen ser de mayor tamaño que los machos) y una longitud de 181 a 245 mm.

## Alimentación
Las ardillas de pino amarillo son omnívoras. En su dieta se incluyen al menos 59 especies de semillas, plantas, frutas, hongos, bulbos e insectos, así como huevos de ave y pequeños mamíferos. Para llevar las semillas y otros alimentos a sus madrigueras, utilizan las bolsas de sus mejillas.
La búsqueda de alimento la realizan durante el día en lugares soleados y abiertos, entre la primavera y el otoño, y la realizan tanto en tierra como en los árboles. Al llegar el otoño comienzan a almacenar comida para pasar el invierno. Para hacerlo, utilizan unos escondites de invierno, en los que se han llegado a contabilizar hasta 68.000 artículos de todo tipo, desde semillas hasta abejorros.

## Reproducción
Las ardillas de pino amarillo son promíscuas. Las hembras están en celo solamente durante un día al año, y emiten sonidos para atraer a los machos unos días antes del inicio del celo. La época de apareamiento es a finales de abril o a principios de mayo, y una hembra habitualmente copula con varios machos.
Las hembras preñadas construyen nidos con hojas, hierba, liquen y plumas en madrigueras subterráneas de 1,5 m de profundidad o hasta 18 m de altura en árboles. El período de gestación medio es de 30 días, tras los cuales una hembra por lo general da a luz una camada de 3 a 8 crías. Los recién nacidos son altriciales y permanecen en la madriguera hasta alcanzar las seis semanas de edad. Los machos no colaboran en los cuidados de las crías. Los jóvenes comienzan a dispersarse y a buscar sus propias madrigueras aproximadamente a las 8-12 semanas. La madurez sexual la alcanzan cuando tienen entre 12 y 23 meses.